# Abke Haring
Abke Haring (De Bilt, 1978) is een Nederlandse schrijfster van theatervoorstellingen, regisseur en actrice. Zij volgde een acteurs-opleiding aan Studio Herman Teirlinck en was van 2004 tot 2018 verbonden aan Toneelhuis in Antwerpen. Zij speelt ook geregeld bij Toneelgroep Amsterdam.
Haar werk wordt geduid als ritueel belevingstheater. Kenmerkend in haar creaties zijn het fysieke ‘performance’-element, sterke sfeerschepping en beeldcreatie. Een favoriet thema is het gezin, waar volgens haar verstikking en onmacht heersen. In soms rauwe scenes, maar niet zonder humor en poezie, tast ze de grenzen van communicatie af.
In 2014 won zij de Theo d'Or voor beste vrouwelijke hoofdrol in Hamlet vs Hamlet, opgevoerd door Toneelgroep Amsterdam.

## Toneel

### Werken van haar eigen hand waarin zij optrad
- Kortstond (2004)
- Hoop (2006)
- Hout (2010)
- Flou (2011)
- Song#2 (2012)
- Trainer (2013-2014)
- Unisono (2015)
- Platina (2018)
- Safe Space (2020)

### Werken van andere auteurs waarin zij een rol vervulde
- Het kouwe kind van Luk Perceval (2003)
- Turista van Luk Perceval (2005)
- Beats van Josse De Pauw (2006)
- Mefisto for ever van Tom Lanoye en Guy Cassiers (2006)
- Atropa van Tom Lanoye en Guy Cassiers (2006)
- Gerucht van Lotte van den Berg (2007)
- De wraak van de vrede van Guy Cassiers ( 2008)
- De indringer van Peter Missotten (2010)
- Bloed & Rozen, Het lied van Jeanne en Gilles van Tom Lanoye en Guy Cassiers (2011)
- Hamlet vs Hamlet van Tom Lanoye (2014)
- De dingen die voorbijgaan, gebaseerd op de roman Van oude menschen, de dingen, die voorbij gaan... van Louis Couperus (2016)
- Grensgeval van Guy Cassiers (2016)
- De welwillenden van Guy Cassiers (2016)
- Sea of Silence van Esther Duysker en Floor Houwink ten Cate (2022)

## Vertaalde toneelteksten
- 2022 Platin (Platina), vertaald naar het Duits door Christine Bais
- 2022 Unisono (Unisono), vertaald naar het Duits door Christine Bais

## Prijzen en nominaties
2014 Winnaar Theo d'Or voor beste vrouwelijke hoofdrol in Hamlet vs Hamlet, opgevoerd door Toneelgroep Amsterdam